# Luni (Fluss in Himachal Pradesh)
Der Luni ist ein Fluss im nordindischen Bundesstaat Himachal Pradesh. 
Er entspringt im Kangra-Tal im Dhauladhar-Gebirge und mündet in den Fluss Beas. Der Luni wird durch Schneeschmelze gespeist und führt durchgehend Wasser.